# We Be Burnin'

We Be Burnin' est le premier single sorti en août 2005.   issu du troisième album studio de Sean Paul, The Trinity. Il a connu un grand succès dans beaucoup de pays, entrant dans le Top 10 dans la majorité des charts.

## Fond et sortie
We Be Burnin' a été sorti en tant que premier single de The Trinity en août 2005 aux États-Unis et en septembre 2005 au Royaume-Uni. Aux États-Unis, le single est entré dans le Top 10 sur Billboard Hot 100 à #6 et au Royaume-Uni le single a eu un grand succès atteignant la deuxième position après le single de The Pussycat Dolls Don't Cha. Le single est devenu le grand succès pour Sean Paul au Royaume-Uni, battant son single Like Glue qui était #3 et resté pendant 5 mois dans le Top 75. C'était le grand succès de l'album au Royaume-Uni. Aux États-Unis cependant, c'est Temperature qui était le succès de l'album.
La version originale, parfois dénotée par le titre suivi de Legalize It, comporte des thèmes d'utilisation de la marijuana, qui était le sujet de la chanson. Dans la chanson, Sean Paul dit que la marijuana est bonne pour la santé et les gens sont obligés de travailler pour l’acheter, et il dit que c’est avec elle qu’il écrit des bonnes paroles; donc que c’est grâce à elle qu’il gagne son argent. Une autre version pour radio a été sortie avec le titre suivi de Recognize It, et a changé toutes les références à la drogue et le sujet de la chanson devient les filles.
Bien que les paroles soient différentes, les titres Hyperventilating de Tami Chynn, Or Wah de Capleton ou encore Seh Dem Bad d'Elephant Man, utilisent le même riddim, "Stepz" sorti en 2004 pour la série des "Riddim Driven" de la VP Records, que We Be Burnin de Sean Paul.

## Vidéo
La vidéo a été tournée en avril 2005.  dans le désert de Los Angeles par Jesse Terrero montrant deux filles et un Hummer H2. Sean Paul danse avec trois autres filles devant des semi-remorque fortement modifiés et un camion qui tire des flammes.

## Pistes
CD single:
1. "We Be Burnin' (Recognize It)" (version de l’album) – 3:33
2. "We Be Burnin' (Legalize It)" – 3:29

CD maxi:
1. "We Be Burnin' (Recognize It)" (album version)
2. "Bounce It Right There" (non-album bonus track)
3. "We Be Burnin" (video)
4. Free ringtone

CD single – Australie
1. "We Be Burnin' (Recognize It)" – 3:38
2. "Bounce It Right There" (existe pas sur l’album) – 3:00
3. "We Be Burnin' (Legalize It)" – 3:28

12" maxi
1. "We Be Burnin'" (Recognize It)– 3:38
2. "We Be Burnin'" (Instrumental)
3. "We Be Burnin'" (Legalize It) – 3:28
4. "Bounce It Right There" (existe pas sur l’album) – 3:00

## Certification
| pay  | Certification | Date          | vente     |
| ---- | ------------- | ------------- | --------- |
| U.S. | Platinum      | 14 juin, 2006 | 1,000,000 |

## Positions dans les charts
| Chart (2005-2006)                    | Peak position |
| ------------------------------------ | ------------- |
| Australie                            | 34            |
| Autriche                             | 10            |
| Belgian (Flanders) Singles Chart     | 9             |
| Wallonie                             | 7             |
| Danemark                             | 16            |
| Pays-Bas                             | 8             |
| Finlande                             | 8             |
| Allemagne                            | 5             |
| Italie                               | 6             |
| Irlande                              | 11            |
| Japon                                | 14            |
| Mexique                              | 17            |
| Suède                                | 14            |
| Suisse                               | 6             |
| UK Singles Chart                     | 2             |
| U.S. Billboard Hot 100               | 6             |
| U.S. Billboard Hot R&B/Hip-Hop Songs | 17            |
| U.S. Billboard Hot Rap Tracks        | 6             |
| U.S. Billboard Pop 100               | 7             |